# 5545 Makarov
Az 5545 Makarov (ideiglenes jelöléssel 1978 VY14) a Naprendszer kisbolygóövében található aszteroida. Ljudmila Vasziljevna Zsuravljova fedezte fel 1978. november 1-én.